# Друга недеља Васкршњег поста
Друга недеља Великог поста у Православној цркви. — У другу недељу Великог поста слави се спомен светог Григорија Паламе, архиепископа Солунског, који је од јеретика Варлаама заштитио учење о божанствености благодатне светлости којом је Господ засијао на Тавору и која озарује човека након најдубљег подвига молитве и поста. Варлаам је говорио да то просвећење није могуће постићи молитвом, постом и другим духовним подвизима самоодрицања. На Сабору који је тим поводом сазван у Цариграду 1341. године, свети Григорије Палама назван је сином Божанске светлости. Ово је, да тако кажемо, празник победе православног подвижништва над рационалистичким лажним учењима која одричу значај подвига поста.
Друге седмице Великог поста Црква моли Господа за благодатно просвећење свих који посте и који се кају. У богослужењу ове седмице упоредо са жаљењем због греховног стања човека, уздиже се пост као пут ка унутрашњем благодатном просвећењу.
Црквену службу у част св. Григорија Паламе и његово житије саставио је Филотеј Цариградски (14. в.), а канон Генадије Схоларис (15. в.).

## Молитва у другу недељу поста
Боже, Оче славе, Ти си Јединороднога Сина Твога предао за нас и преко Њега нас усиновио, буди, и сада, милостив према нама, преступницима заповести Твојих, и немој нас погубити са онима који су се удаљили од Тебе, нити допусти да будемо гладни духовних Твојих дарова; него нас удостој да Ти се приближавамо устима и срцем и покажемо достојанство усиновљења преко добрих дела. Јер ми подражавамо враћање блуднога сина Теби чиме си и нама обзнанио неисказано Твоје човекољубље према грешницима, да бисмо задобили бескрајна добра припремљена онима који љубе вољу Твоју. Бранич буди роду нашем, покоравајући му сваког непријатеља и противника.
Благодаћу и човекољубљем Јединороднога Твојега Сина, са Којим си благословен, са пресветим и благим и животворним Твојим Духом, сада и увек и у векове векова. Амин.